# Berkeley Pit

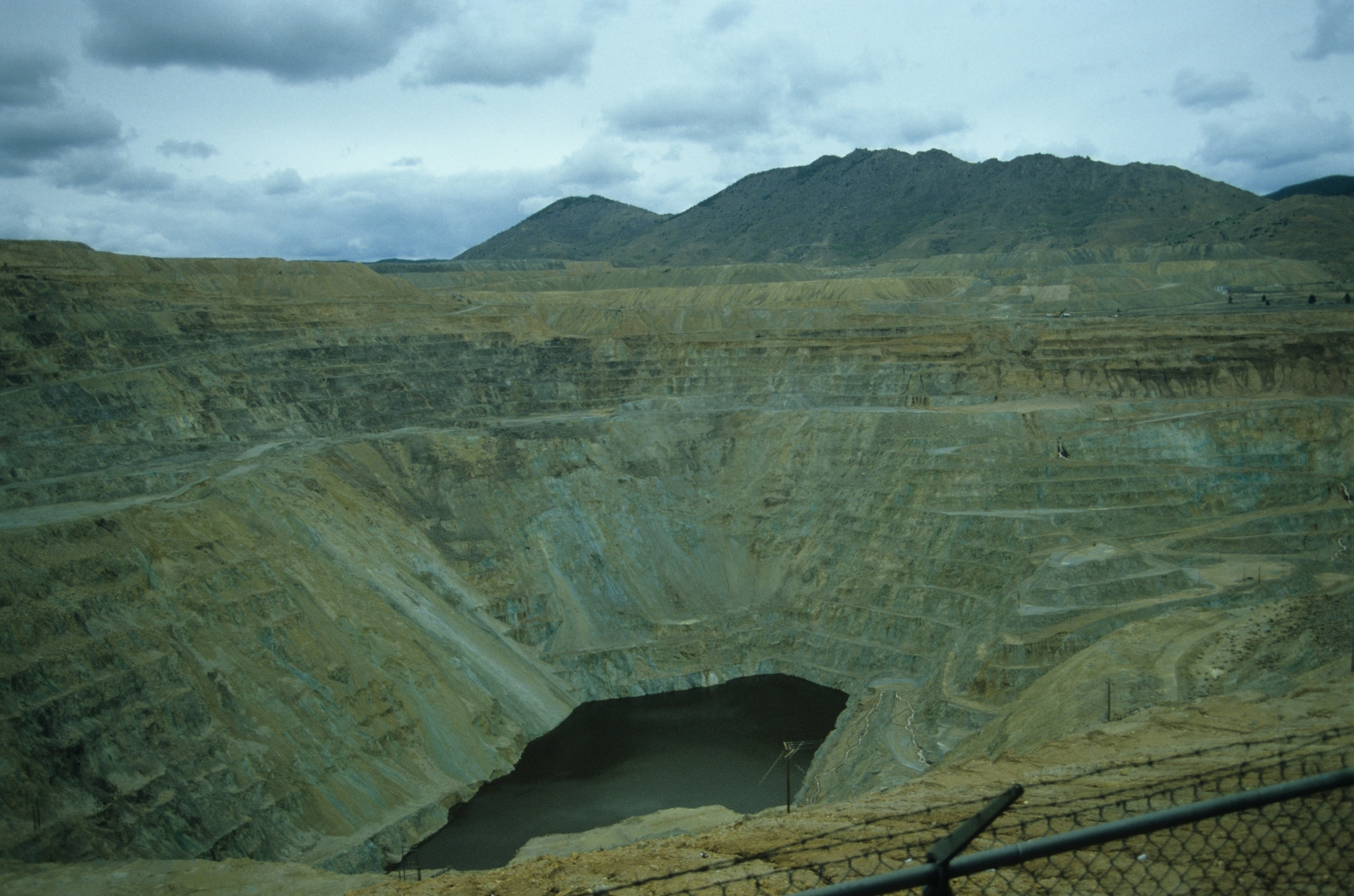
De Berkeley Pit in 1984

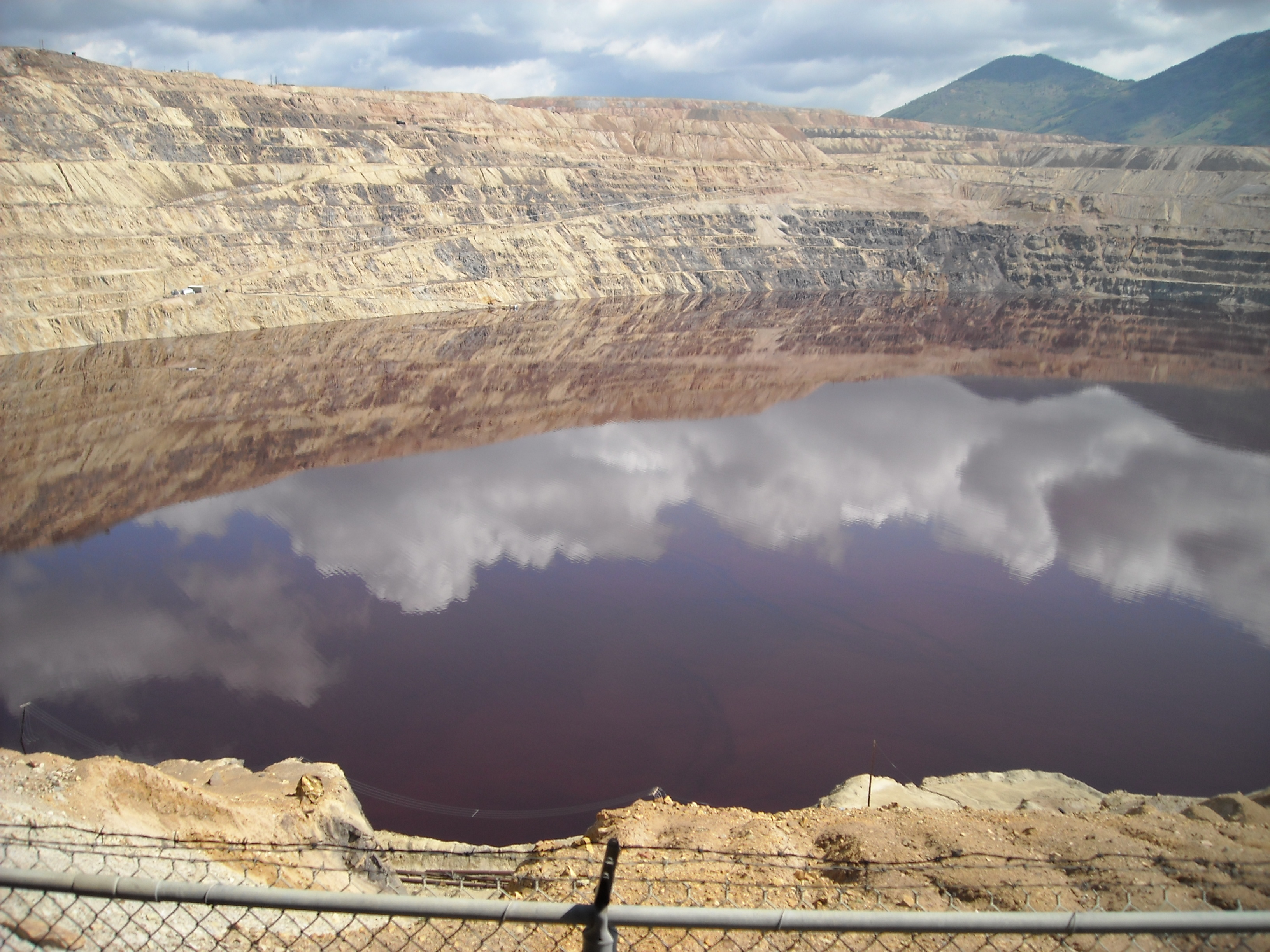
De Berkeley Pit in 2008

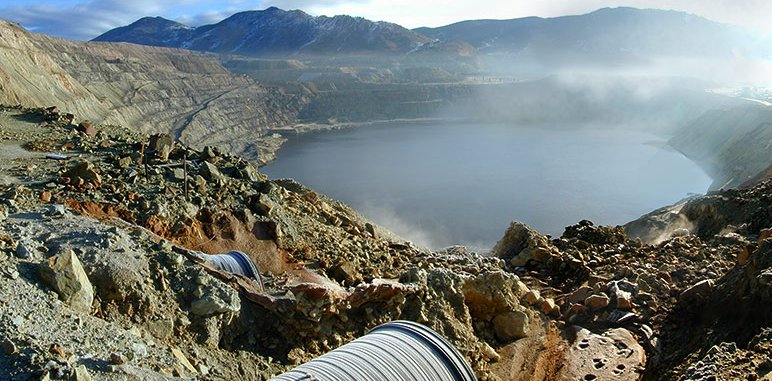
Gasdampen van de Berkeley Pit

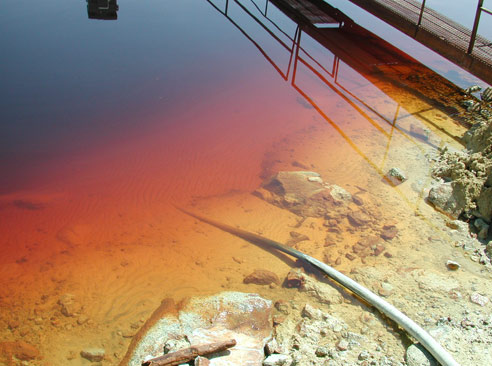
Water van de Berkeley Pit

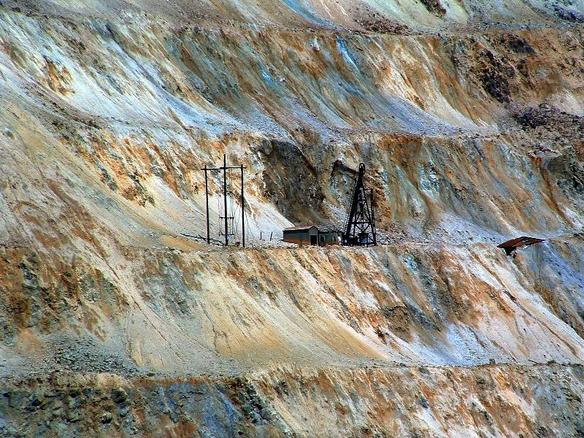
Een close-up die een idee geeft van de schaal van de put

De Berkeley Pit is een voormalige kopermijn in het Amerikaanse Butte, Montana, waar kopererts werd gedolven volgens het systeem van dagbouw. De krater van de mijn is ongeveer 1600 m lang, 800 m breed en 540 m diep en bevat 120 miljard liter sterk verzuurd water met een pH van 2,5 (ongeveer de zuurtegraad van citroensap). Het water in de enorme put is zwaar vervuild met erin opgeloste zware metalen en gevaarlijke chemische stoffen waaronder arseen, cadmium, zink en zwavelzuur. 

## Geschiedenis
De exploitatie van de dagmijn werd in 1955 begonnen door Anaconda Copper en later voortgezet door ARCO (Atlantic Richfield Company) tot de sluiting in 1982. Nadat de mijn gesloten was, werden de waterpompen verwijderd. De put vulde zich daarna volgens het principe van de communicerende vaten met grondwater.
Het grootste probleem is het aanwezige pyriet (FeS2). De put is een enorm milieuprobleem omdat het zuurstofarme water reageert met het pyriet en zwavelhoudende mineralen in de ondergrond, hetgeen leidt tot het vrijkomen van zuren (voornamelijk zwavelzuur). In het zure water lossen zware metalen op die zich in het gesteente bevinden. Water met een hoog zuurgehalte kan veel meer zware metalen oplossen dan water met een neutrale pH (7). Het huidige gehalte aan koper (tot 187 ppm) in het water is zo hoog dat het metaal uit het water gewonnen kan worden. 

## Schadelijke effecten
In 1995 zijn 324 sneeuwganzen gestorven toen ze dronken van het zure water van de put. ARCO deed het af als een bacteriële ziekte. Sindsdien is er een observatiecentrum dat de vogels probeert te beschermen. Er zijn vogelwachters die de vogels afschrikken met geweerschoten en er zijn ook automatische alarmsystemen die de vogels moeten verjagen. Voor ganzen en eenden werkt het alarmsysteem goed, maar waterduikende vogels duiken bij gevaar onder water. Vogels sterven na vier tot zes uur blootstelling aan het water.
De mensen uit de omgeving zijn bang voor de dampen die opstijgen uit de put.

## Sanering
Er zijn enkele pogingen ondernomen om de put te saneren maar de zuurgraad blijft zeer sterk. Voor een volledige sanering zijn bedragen nodig die niemand wil opbrengen. De meningen zijn erover verdeeld welke instantie verantwoordelijk is voor de sanering. ARCO zou als veroorzaker de sanering op zich moeten nemen, maar het bedrijf onttrekt zich aan die verantwoordelijkheid. De staat Montana wil niet investeren, omdat ze meent dat ARCO verantwoordelijk is. De strikt noodzakelijke maatregelen worden bekostigd uit fondsen van de federale overheid die bedoeld zijn om milieurampen te bestrijden.